# Aulodesmus
Aulodesmus é um gênero de milípedes pertencente à família Gomphodesmidae.

## Espécies
- Aulodesmus eminens
- Aulodesmus levigatus
- Aulodesmus mossambicus
- Aulodesmus oxygonus
- Aulodesmus perarmatus
- Aulodesmus peringueyi
- Aulodesmus rugosus
- Aulodesmus trepidans
- Aulodesmus tuberosus